# Remenye
Remenye (szlovákul: Remeniny) község Szlovákiában, az Eperjesi kerületben, a Varannói járásban.

## Fekvése
Varannótól 25 km-re északnyugatra, a Tapoly bal oldalán fekszik.

## Története
1356-ban említik először.
A 18. század végén Vályi András így ír róla: „REMENYE. Remeninye. Tót falu Zemplén Vármegyében, földes Ura Barkótzy Uraság, lakosai külömbfélék, fekszik Mogyoróskához közel, azzal egy vőlgyben, határja ollyan, mint Kvakóczé.”
Fényes Elek 1851-ben kiadott geográfiai szótárában így ír a településről: „Remenye, orosz falu, Zemplén vmegyében, Mogyoróska fil., 13 r., 327 g. kath., 14 zsidó lak. Gör. anyaszentegyház, 909 hold szántóföld. F. u. többen. Ut. p. Eperjes.”
A trianoni diktátumig Sáros vármegye Girálti járásához tartozott.

## Népessége
| Év:            | 1994. | 2004.   | 2014.   | 2024.   |
| -------------- | ----- | ------- | ------- | ------- |
| Emberek száma: | 276   | 294     | 302     | 282     |
| Eltérés:       |       | +6,52 % | +2,72 % | -6,62 % |

| Év:            | 2023. | 2024.   |
| -------------- | ----- | ------- |
| Emberek száma: | 270   | 282     |
| Eltérés:       |       | +4,44 % |

1910-ben 259, túlnyomórészt ruszin lakosa volt.
2001-ben 296 lakosából 295 szlovák volt.
2011-ben 294 lakosából 291 szlovák.

## Nevezetességei
- Görögkatolikus temploma 1850-ben épült.